# Ralf Schnoor

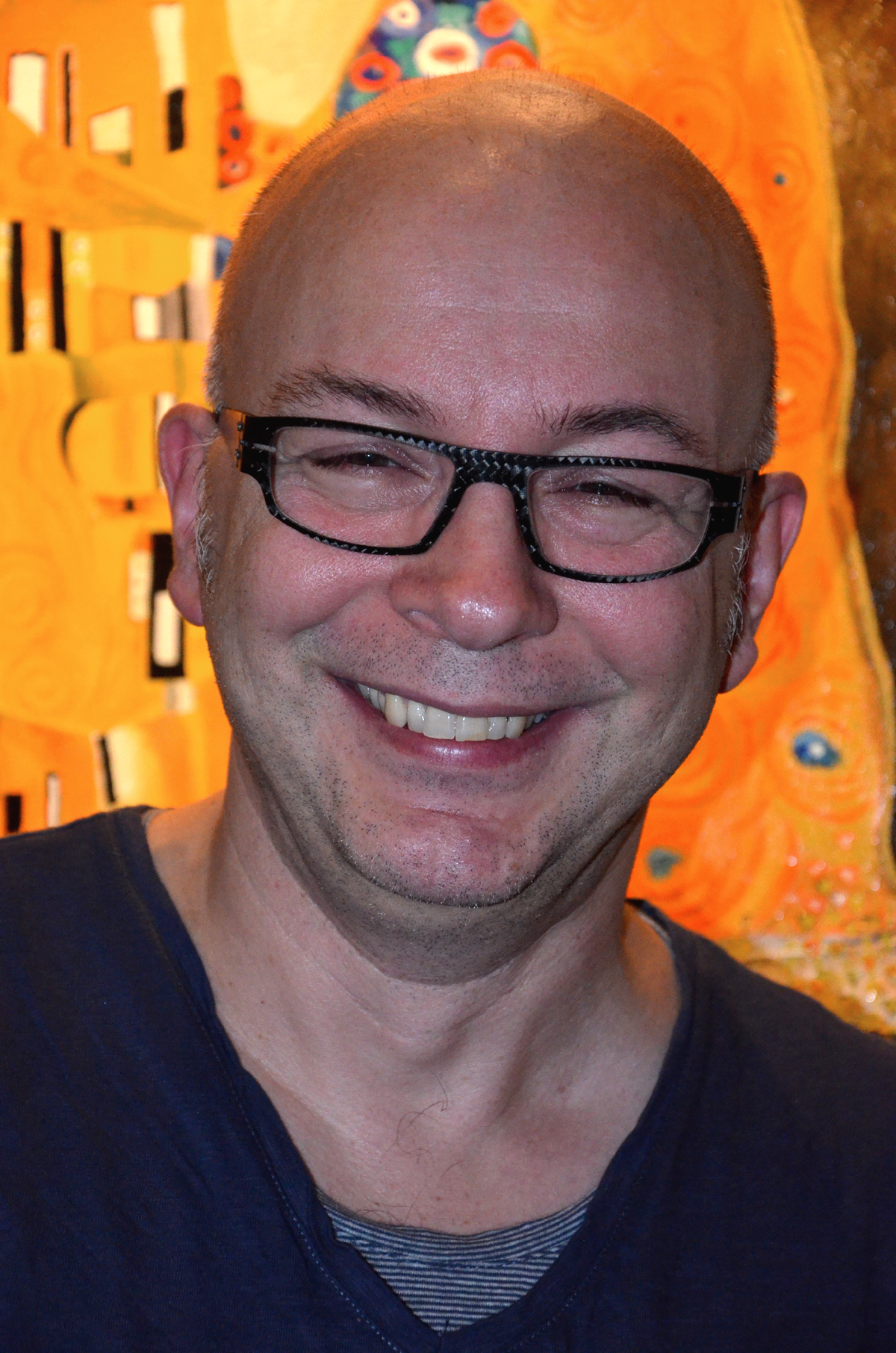
Ralf Schnoor, 2014

Ralf Schnoor (* 19. September 1961 in Hannover-Linden-Mitte) ist ein deutscher Gastronom und eine Fernsehpersönlichkeit.

## Leben
Der Sohn eines Schweißers bei der Hanomag und einer Putzfrau wuchs in der Tonstraße 9 von Linden-Süd auf. Schnoor besuchte die IGS Linden und absolvierte nach seinem Abitur eine zweijährige Konditorlehre. Seit 1985 ist er Betreiber des „Café K.“ in Linden, das sich zunächst in der Charlottenstraße 56 befand, und im Jahr 2000 dann an den Pariser Platz umzog. Seit 2004 lädt er vierzehntäglich zum Table Quiz und stellt seinen Gästen selbst ausgedachte Fragen.
In der Quizsendung Wer wird Millionär? vom 26. November 2010 beantwortete Schnoor die „Millionenfrage“ korrekt. Er war damit der siebte Kandidat, der den Hauptgewinn erspielte und so einer breiteren Öffentlichkeit bekannt wurde. Seitdem kommt er in der Quizshow gelegentlich als „Telefonjoker“ vor. In Sondersendungen von Wer wird Millionär? war er Teil prominenter „Joker-Teams“, mal in der 1000. Folge an der Seite von Barbara Schöneberger und Oliver Pocher, ein anderes Mal in der 1250. Folge mit Waldemar Hartmann und Sonja Zietlow. Zusammen mit den beiden ehemaligen Kandidaten Eckhard Freise und Leon Windscheid, die beim Quiz die Millionenfrage auch bereits richtig beantwortet hatten, stand Schnoor in einem Special mit 18-Jährigen in den Sendungen von 18. und 25. September 2017 als „Jubiläums-Joker“ zur Verfügung.
Ralf Schnoor nahm auch an den Quiz-Sendungen Der Quiz-Champion vom 31. Mai 2014 und Gefragt – Gejagt vom 8. Juli 2013 teil. In der Sendereihe 500 – Die Quiz-Arena fungierte Schnoor in den Staffeln der Jahre 2016 und 2017 als Schiedsrichter. Am 4. Juli 2022 nahm er am Gipfel der Quizgiganten teil.